# Смирнов, Иван Емельянович

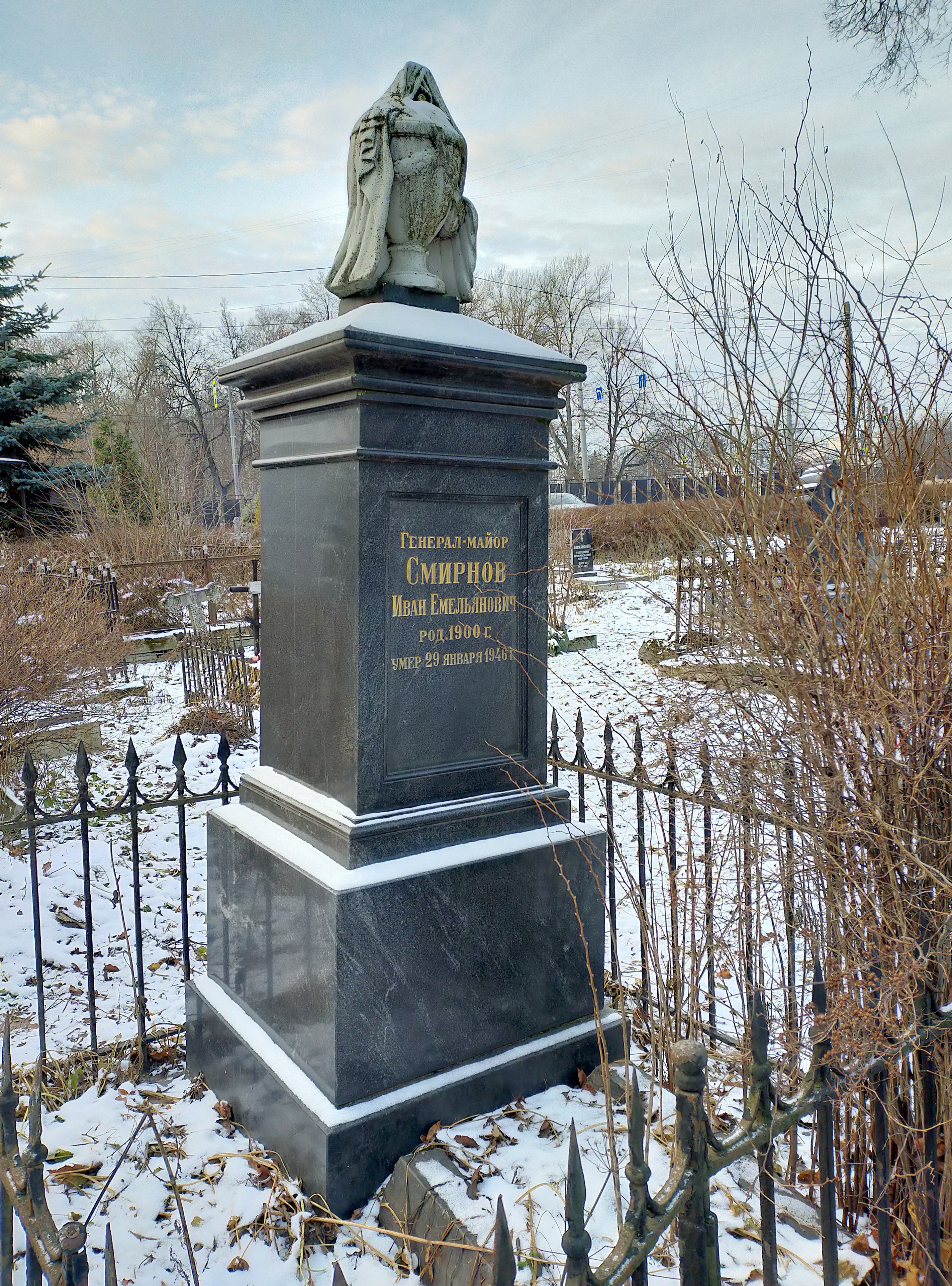
Могила генерал-майора Смирнова И.Е. на Волковском лютеранском кладбище.

Иван Емельянович Смирнов (5 октября 1900 — 29 января 1946) — российский и советский военный деятель, участник Гражданской и Великой Отечественной войн, член Военного Совета по тылу 55-й, 67, армий Ленинградского военного округа, генерал-майор(1.11.1945).

## Биография
Родился в 1900 году в крестьянской семье в селе Балдасево Ардатовского уезда Резоватской волости Симбирской губернии.
Призван в 1919 году. Участник гражданской войны. Окончил дивизионную партийную школу, пехотное военное училище, курсы усовершенствования политсостава РККА.

### В годы Великой Отечественной войны
Военный комиссар Красногвардейского укрепрайона (г. Ленинград). Укреплённый район занимал позиции протяжённостью по фронту до 160 километров: от Петергофа до Красногвардейска и далее по левому берегу реки Ижоры до впадения её в Неву. Ожесточённые бои с превосходящими по силе частями противника продолжались в Красногвардейском укрепрайоне до середины сентября, когда личный состав укрепрайона был передан на укомплектование соединений и частей 55-й армии и 6-й дивизии народного ополчения.
Военный комиссар 177-й стрелковой дивизии отличился в боях на Лужском оборонительном рубеже.
Военный комиссар 85-й стрелковой дивизии (июль 1941 — 31.08.1941)
Член военного Совета 55-й армии по хозяйству, отличился в обороне Ленинграда. Награждён орденом Красного Знамени. Из наградного листа:

Полковник Смирнов с должности комиссара 85 сд был назначен, как лучший комиссар, членом Военного Совета 55 армии по хозяйству. Под руководством тыловое управление армии проделало большую работу по обеспечению войск всем необходимым для боя. Все операции, проводимые 55 армией, были хорошо обеспечены в материальном отношении, что нужно отнести к заслугам полковника Смирнова
В данное время полковник Смирнов обеспечивает войска в обороне не жалея сил, под огнем противника бывает на переднем крае проверяет обеспеченность войск и помогает командирам дивизий и полков, не считаясь с никакими опасностями.
— 
С 26.12.1943 по 9.5.1945 Член Военного совета 67-й армии
После расформирования 67-й армии, в 1945 году Смирнов назначается членом Военного Совета 23-й армии. Постановлением Совета Министров СССР от 11 июля 1945 года ему было присвоено воинское звание «генерал-майор». Но на новом месте Смирнову пришлось поработать недолго. Многолетний упорный труд, чрезмерная нагрузка в работе в условиях блокадного Ленинграда, тяжёлое ранение подорвали его здоровье — он тяжело заболел и после непродолжительной болезни умер 29 января 1946 года. Похоронен на Волковском лютеранском кладбище.

## Награды
- Орден Ленина(21.02.1945)[4]
- Ордена Красного Знамени(21.02.1944)[5]
- Ордена Красного Знамени(3.11.1944)[6]
- Орден Богдана Хмельницкого 3 степени (29.06.1945)[7]
- Орден Отечественной войны I степени(23.08.1944)[8]
- Медаль XX лет РККА (1938)
- Медаль «За оборону Ленинграда»(14.08.1943)[9]
- Медаль «За победу над Германией в Великой Отечественной войне 1941—1945 гг.» (9 мая 1945[10])[11]

## Память
- Его имя увековечено в Главном Храме Вооружённых сил России, и навсегда запечатлено на мемориале «Дорога памяти»
- На могиле установлен надгробный памятник